# Plectrohyla matudai
Plectrohyla matudai és una espècie de granota que es troba a Guatemala, Mèxic i, possiblement també, Hondures.
Està amenaçada d'extinció per la pèrdua del seu hàbitat natural.